# Escut de Vinaròs
L'escut de Vinaròs és el símbol representatiu oficial de Vinaròs, municipi del País Valencià, a la comarca del Baix Maestrat. Té el següent blasonament:
| « | Escut quadrilong de punta redona. Partit. En el primer quarter, en camp d'or, un cep de vinya del seu color, dextrat d'una creu de Montesa. En el segon quarter, en camp de gules, una ala d'argent. Al timbre, corona reial oberta. | » |

## Història
L'escut s'aprovà per Resolució de 9 de maig de 2001, del conseller de Justícia i Administracions Públiques, publicada en el DOGV núm. 4.025, de 20 de juny de 2001.
Es tracta de l'escut tradicional de la ciutat, amb el senyal parlant de la vinya, al·lusiu al nom de la localitat. La creu de l'orde de Montesa fa referència a la seva pertinença al castell de Peníscola, possessió templera que va passar a aquest orde el 1317. L'ala és un altre senyal parlant que recorda l'antic nom àrab de la localitat, l'alqueria de Vinalaròs (Ibn al-Arós).